# Xian de Daqingshan
Le Xian de Daqingshan (大箐山县 ; pinyin : Dàqìngshān Xiàn) est une subdivision administrative de la province du Heilongjiang en Chine. Il est placé sous la juridiction de la ville-préfecture de Yichun.